# Heliopolis. Rückblick auf eine Stadt

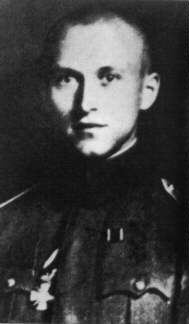
Ernst Jünger

Heliopolis. Rückblick auf eine Stadt ist ein 1949 erschienener utopischer Roman von Ernst Jünger. In der fiktiven Stadt Heliopolis bekämpfen sich die Anhänger des Prokonsuls und des Landvogts. Der Kommandant Lucius de Geer gehört zum Stab des Prokonsuls, steht den inneren Kämpfen aber immer distanzierter gegenüber. Schließlich verlässt er Heliopolis. Der Roman verbindet phantastische Elemente mit philosophischen Exkursen und historischen Bezügen. Das alltägliche Leben trägt auch viele idyllische und anakreontische Züge mit Bauern, Winzern, Handwerkern, Künstlern, Gastwirten, Gastmählern, Naturschilderungen usw.
Der Roman spielt in einer zeitlich nicht genau eingegrenzten Zukunft. Heliopolis ist der Beschreibung nach eine Metropole im Mittelmeerraum. Von ihr werden „ungeheure Räume“ beherrscht. Die Ländernamen im Roman zeigen, dass keine exakte geografische Zuordnung beabsichtigt ist. Hesperiden heißen in der griechischen Sage Gebiete am westlichen Rand der damaligen bekannten Welt, hier sind es neu entdeckte, teilweise unerforschte Regionen. Auch haben das „Burgenland“ (vgl. Burgenland), Asturien (vgl. Asturien), die Parsen (vgl. Parsen) oder Mauretanier (vgl. Mauretanien) keine oder zumindest keine genauen heutigen Entsprechungen. Eher stehen diese Länder oder Volksnamen für bestimmte politische Ordnungen.
In seinem Roman Eumeswil (1977) nimmt Jünger die fiktive Welt von Heliopolis wieder auf, so wie sich umgekehrt hier einige Begriffe des vorausgehenden Romans Auf den Marmorklippen (1939) wieder finden, z. B. die Mauretanier.
Wenn nicht anders vermerkt, beziehen sich die folgenden Seitenangaben auf die Ausgabe von 1980 in Sämtliche Werke. Sie ist gegenüber der Erstausgabe von 1949 um circa ein Viertel gekürzt und erheblich verändert. Seitenangaben mit Jahreszahl 1949 beziehen sich auf die Erstausgabe.

## Der Konflikt zwischen dem Prokonsul und dem Landvogt
Vor Beginn des Konflikts hatte ein sog. „Regent“ eine weltweite monarchische Ordnung errichtet und einen ersten Bürgerkrieg gegen eine Liga geführt. Der Regent konnte die Liga in einer Entscheidungsschlacht bei den Syrten schlagen, sein politisches Konzept ist aber dennoch gescheitert. Es folgte der „Auszug“ des Regenten mit der Bemerkung „euch zu züchtigen ist sinnlos“ (S. 162), seither residiert er irgendwo im Weltraum, von wo aus er die Geschehnisse auf der Erde beobachtet, ohne einzugreifen. Es entstanden „Diadochenstaaten“, von denen Heliopolis der bedeutendste wurde.
In Heliopolis haben sich zwei verfeindete Parteien gebildet, die des Prokonsuls und die des Landvogts. Dabei liegt die militärische Macht noch beim Prokonsul, der die bisherige Ordnung zu verteidigen sucht. Der Landvogt versucht diese zu erschüttern, indem er eine Geheimpolizei aufbauen, Unruhen anzetteln und die parsische Minderheit verfolgen lässt. Er strebt eine Diktatur an. Der Krieg ist nicht offen erklärt, vielmehr verkehren beide Parteien offiziell „freundschaftlich“ miteinander.
Das Machtzentrum des Prokonsuls ist der Palast in Heliopolis, das „Punktamt“, eine Art Geheimdienst, und das „Energeion“, die zentrale Energieversorgung. Als seine Anhänger treten Offiziere und Akademiker auf.
Der Landvogt beherrscht das Zentralamt, ebenfalls eine Art Geheimdienst, und ein sog. „toxikologisches Institut“ mit Wissenschaftlern. Außerdem benutzt der Landvogt den „Demos“ (griechisch für Volk) für seine Zwecke und die Presse wird als landvogtkontrolliert beschrieben (einschließlich einer Zeitschrift namens „Spiegel“ (1949 S. 260)). Über die Anhänger des Landvogts heißt es: „Nur selten strahlte ein höheres, reflektierendes Bewusstsein von ihnen aus“ (S. 39).
Die Anhänger des Landvogts akzeptieren Forschung und Wissenschaft nur, wenn sie ihren Zwecken dient. Projekte, von denen sie sich nichts versprechen und Ergebnisse, die ihnen nicht nützlich sind, lehnen sie ab. Die Akademiker des Regenten dagegen erforschen eher beispielsweise die neu entdeckten Gebiete jenseits der Hesperiden nur um ihrer besseren Kenntnis willen, ohne dass von vornherein ein Nutzen zu sehen ist. Allerdings gibt es auch auf der Seite des Prokonsuls pragmatische Realpolitik, deswegen fällt Lucius schließlich beim „Chef“ in Ungnade.
De Geer bezeichnet die Seite des Regenten als „konservativ“, die des Landvogts als „nihilistisch“.
Zu Beginn des Romans hoffen die Offiziere des Prokonsuls auf einen Bürgerkrieg, um den Landvogt noch beseitigen zu können, bevor es zu spät ist.
| Panorama Neapels (Ernst Jünger gab an, bei der Beschreibung von Heliopolis an Neapel gedacht zu haben) |

## Inhalt

### Erster Teil
Die Rückkehr von den Hesperiden
De Geer kehrt mit dem Schiff Blauer Aviso von einer Dienstreise von jenseits der Hesperiden zurück. Er sollte herausfinden, wie man sich in Asturien und im Burgenland zu dem Konflikt verhält. Mit auf dem Schiff sind zahlreiche Vertreter der beiden Parteien. Beim Frühstück an Bord werden in mehreren Gesprächen die Machtverhältnisse in Heliopolis diskutiert.
Während der Einfahrt in den Hafen sehen die Reisenden eine Leiche an einer Stelle, an der das Schiff dicht vorbeifahren muss. Sie liegt beim Gefängnis des Landvogts. Offenbar hat Messer Grande, der Polizeichef des Landvogts, die Leiche dort auslegen lassen, um seine Gegner einzuschüchtern und zum Zeichen, dass er es nicht mehr nötig hat, seine Verbrechen zu verheimlichen.
Unruhen in der Stadt
Bei der Ankunft sieht de Geer Rauchwolken über dem Parsenviertel aufsteigen. Er beschließt, durch dieses Viertel zu gehen und nach dem parsischen Buchbinder Antonio Peri zu sehen, dem er eine Handschrift anvertraut hatte. Sein Diener Costar und sein Wagenlenker Mario begleiten ihn.
Das Viertel war geplündert worden, die drei finden die Straßen menschenleer und verwüstet vor. Der Landvogt benutze solche Plünderungen, um das Volk aufzuwiegeln und größere Veränderungen vorzubereiten. De Geer und seine Begleiter können nur noch einer einzelnen Frau Schutz bieten, die von einem übrig gebliebenen Plünderer verfolgt wird. Sie heißt Melitta und arbeitete bei einer parsischen Familie.
Der Laden des Buchbinders liegt in einem Bereich, der von den Plünderungen verschont wurde. Peri selbst allerdings war zum Prokonsul gerufen worden und so gibt seine Nichte Budur Peri de Geer die fertig gebundene Handschrift. Die beiden beginnen ein Gespräch über den Autor der Handschrift und de Geer meint, man müsse sich einmal in Ruhe darüber unterhalten.
Im Palast
Nach einem ersten Bericht an seinen Chef begibt sich de Geer in seine Wohnung. Diese liegt in der sogenannten Voliere, einem Mansardenbereich auf dem Palast des Prokonsuls. Über Nacht schreibt de Geer seinen Bericht über die Lage in Asturien. Dom Pedro, ein dortiger Politiker, plant einen Staatsstreich und hofft, der Prokonsul werde sich mit ihm verbünden und zur gleichen Zeit in Heliopolis den Landvogt beseitigen. De Geer rät von einem solchen Bündnis ab, da Dom Pedro lediglich eine Diktatur anstrebe, der Prokonsul aber weitergehende Ziele verfolge. Welche, wird nicht gesagt.
Den Rest der Nacht beschäftigt sich de Geer mit der Handschrift, einem Romanentwurf Heinses, und hängt allerlei Gedanken nach.
Das Symposion
Am nächsten Abend ist de Geer zum Geburtstag des Malers Halder eingeladen. Ebenfalls zu Gast sind der Schriftsteller Ortner und der Philosoph Serner. Sie alle sind Bewohner der Voliere. Nach allerlei Geplänkel über Malerei und Dichtung gibt Ortner ein Thema vor, zu dem jeder der vier sprechen soll: den Augenblick des Glücks. Die vier entwerfen ihre verschiedenen Vorstellungen davon. Zum Abschluss des Abends bittet man Ortner, eine Geschichte vorzutragen.
Ortners Erzählung
Diese Erzählung in der Erzählung, die auch als eigenes Buch erschienen ist, spielt „im alten Berlin“ und handelt von einem heruntergekommenen Spieler und Trinker, der, nachdem ihn ein rätselhafter Fremder „Dr. Fancy“ einer Augenoperation unterzogen hat, hellseherische Fähigkeiten erlangt. Er kann nun jedes Glücksspiel gewinnen und wird an der Börse äußerst reich. Er kann allerdings trotz Tarnmaßnahmen nicht verhindern, dass sein Glück von jemandem erkannt wird, der sich ihm als Geschäftspartner aufdrängt. Es gelingt ihm aber, diesen zu ruinieren.
Mit jetzt endgültig gesichertem Wohlstand ekelt er sich aus Überdruss zusehends vor sich selbst, fühlt sich abgeschnitten von den anderen Menschen.
Endlich trifft er eine Frau, mit der er einigermaßen glücklich ist. Als er Dr. Fancy überraschend wiedertrifft, bittet er ihn, ihm das Hellsehen wieder zu nehmen. Ohne diese Fähigkeit verliert er sogleich nahezu sein gesamtes Vermögen und kann sich nur knapp ohne größere Schulden von seinen bisherigen Unternehmungen absetzen. Er führt von da an mit seiner Frau ein beschauliches Leben.
Der Ausflug nach Vinho del Mar
De Geer macht mit Melitta, die zuvor aus dem Parsenviertel gerettet worden war, einen Ausflug auf die Insel Vinho del Mar, wo Wein angebaut wird und allerlei Wirtshäuser zu besuchen sind. Heliopolis zeigt sich trotz des drohenden Bürgerkriegs recht lebensfroh.
Auf dem Pagos
Auf dem Weg zur Kriegsschule reiten de Geer und Costar in das bergige Hinterland von Heliopolis, den Pagos. Hier finden sich unter anderem ein ausgedehnter Landsitz des Prokonsuls, auf dem etliche Künstler und Intellektuelle aus seinem Umfeld ihre Ateliers und Werkstätten haben, ein sogenanntes Punktamt, eine gigantische Höhlenanlage, die der Bevölkerung während des Krieges als Schutz diente und nun noch als Friedhof dient, sowie der Sitz des Bergrats.
Dem Bergrat, der die Goldreserven von Heliopolis verwaltet, stattet de Geer einen Besuch ab. Der Bergrat zeigt ihm verschiedene mineralische Fundstücke und entwickelt nebenher seine ökonomische Theorie, wie der Konflikt in Heliopolis zu beenden sei.
In der Kriegsschule
Auf einem hochgelegenen Plateau auf dem Pagos liegen Exerzierplätze und die Kriegsschule. De Geer besucht dort eine Stunde für Moraltheologie, ein Kurs, den er selbst in den Lehrplan für die Abschlussjahrgänge aufnehmen ließ. Der Chef erscheint ebenfalls, um diesen Kurs zu inspizieren. Hier offenbaren sich die größten Differenzen zwischen de Geer und dem Chef. Während der Chef den Kurs für überflüssig hält und die Kadetten vor allem zu entschlossenem Kampf im Konfliktfall auffordert, meint de Geer, der Prokonsul wolle den Kadetten Entscheidungsspielraum geben, Konflikte selbst einzuschätzen. „Der Fürst beteiligt sie an seiner Souveränität.“ (S. 199)
Das Apiarium
Noch höher auf dem Pagos liegt die Klause des Eremiten Pater Foelix. Dieser führt ihm seine Bienenzucht vor, beide besprechen verschiedene politische Dinge in Heliopolis und allgemeine ethische Fragen.

### Zweiter Teil
Das Attentat
Ein kurzer Abschnitt wird aus der Perspektive Messer Grandes, des Polizeichefs des Landvogts erzählt. Nach einer Orgie am Vorabend begibt dieser sich auf den Weg zur Arbeit und wird im Dienstwagen von der Bombe eines parsischen Attentäters getötet. Sofort beginnen Ausschreitungen gegen die Parsen. Sie werden von den Leuten des Landvogts offiziell in Schutzhaft genommen, tatsächlich interniert und systematisch ermordet. Auch von der Partei des Prokonsuls werden sie aus taktischen Gründen nicht geschützt.
De Geer erhält vom Chef den Auftrag, dem Landvogt einen Kondolenzbesuch abzustatten. Unterwegs kommt er an einem Gelände vorbei, auf dem zahlreiche Parsen gefangen gehalten und misshandelt werden. Am Zaun erkennt er Budur Peri, die zu ihm um Hilfe ruft. Der Landvogt empfängt de Geer in seinem Gefechtsstand, einem Bunker tief unterhalb des Zentralamts. Er meint zynisch: „Es wird schwer sein, das Volk in seiner gerechten Entrüstung zu besänftigen.“ Noch im Zentralamt erwirkt de Geer beim zuständigen Fachleiter Dr. Thomas Becker die Freilassung von Budur Peri. Der lässt de Geer daraufhin überwachen.
Die Unruhen weiten sich auf vom Prokonsul beherrschte Stadtteile aus. Der lässt Schwebepanzer einsetzen, von denen einer abgeschossen wird. Es droht ein Bürgerkrieg. Der Prokonsul schreckt aber vor einer Diktatur zurück und der Landvogt hält es für sicherer, dessen Macht weiterhin „kalt“ zu untergraben. Nach Verhandlungen im Haus der Mauretanier stellt man die Kämpfe wieder ein.
De Geer trägt seinem Diener Costar auf, Budur Peri aus Heliopolis hinaus und in Sicherheit zu bringen. Das gelingt aber nicht, da die Stadt abgesperrt ist. Sie kehren in die Voliere zurück. Budur Peri muss in de Geers Wohnung versteckt werden.
Im Arsenal
De Geer erhält den Auftrag, als Revanche für den abgeschossenen Schwebepanzer das Toxikologische Institut des Doktor Mertens zu zerstören. Zunächst lässt er sich vom Oberfeuerwerker Sievers mit geeigneten Tarn- und Schutzanzügen, Schusswaffen und Sprengkörpern versehen. Er besucht bei der Gelegenheit die Waffensammlung im Arsenal mit Armbrüsten, die magnetisch töten, Spiegeln für „diathermische Verbrennung“, Strahlenfallen und dergleichen. „Lucius seufzte. Die Zeiten, in denen ihn diese Welten bezaubert hatte, lagen erst so kurz zurück. ... Nun wehte ihn ein Schauder an.“ (S. 254)
Gespräche in der Volière
De Geer und Budur Peri führen allabendlich Gespräche über Literatur, Philosophie und Politik. Dabei eröffnet sie ihm auch, dass ihr Onkel Antonio mit Drogen experimentiert hat.
Anonym erhält de Geer einen Hinweis, Antonio Peri sei im Institut gefangen.
Das Unternehmen auf Castelmarino
Nach einiger Vorbereitung dringt de Geer mit einem kleinen Trupp in das Institut des Doktor Mertens ein. Er findet dort Hinweise auf Menschenversuche und Arbeiten an biologischen und chemischen Massenvernichtungswaffen. Er lässt Antonio Peri befreien und das Gebäude sprengen. Auf dem Rückzug wird der Trupp entdeckt und beschossen, kann aber unter Mithilfe des Oberfeuerwerkers entkommen.
Antonios Begräbnis
Antonio Peri stirbt kurz nach seiner Befreiung. De Geer nimmt an seiner Beerdigung im Turm des Schweigens teil, wo der Leichnam für die Geier aufgebahrt wird.
Die Lorbeernacht
De Geer und Budur Peri wagen sich an ein Drogenexperiment, das Antonio Peri beschrieben hatte. Sie bekommen grelle Alpträume von Abdeckereien, Opiumhöhlen, Spielhöllen und Galeerensklaven. Dabei fällt auf, dass Lucius den Alptraum weitaus intensiver und grausamer als Budur empfindet.
Der Sturz
Vom Zentralamt werden dem Chef Berichte vorgelegt, nach denen de Geer Budur Peri bei sich verstecke und das Institut überfallen habe, um den Onkel seiner „Mätresse“ zu befreien. Er wird für den Chef unhaltbar und entlassen. De Geer besteht darauf, dass die Befreiung nichts an der Aktion geändert habe, er hätte das Gebäude sowieso untersuchen lassen.
In Ortners Garten
De Geer kommt zunächst in einem Gartenhaus seines Freundes Ortner unter. In das Burgenland kann er nicht zurück, da er „mit der Überlieferung brechend“ das Glück gewählt habe. Er erhält Einladungen von Doktor Becker, vom Mauretanierorden und von Pater Foelix.
Der blaue Pilot
Auf Vermittlung des Paters trifft de Geer Phares, den Kommandanten des Regentenschiffes. Dieser trägt einen blauen Anzug aus Asbest, „die Tracht der großen Fahrten und der starken Strahlungen“ (S. 333). Phares bietet de Geer an, in den Dienst des Regenten zu treten. Er rechne gerade mit jemandem wie ihm, der, nachdem er „alle Versuche, das Leben noch zu führen, erschöpfte, sich dem Ausweglosen gegenübersieht“ (S. 337). Weiters sagt Phares: „Wir wollen unterstellen, daß eine Macht bestünde, die über höhere Lösungen verfügt“ (S. 336) und „Wir halten es für möglich, eine Elite aus der Welt herauszuziehen, die der Schmerz gebildet hat... So ist auch der Auszug des Regenten zu verstehen – als Abschied mit dem Plan der Wiederkunft“ (S. 337f). De Geer nimmt an, Budur Peri und der Kriegsschüler Winterfeld können ihn begleiten.
Der Abschied von Heliopolis
Die drei treten mit Phares die Reise zum Schiff des Regenten an. Zum Schluss heißt es, dass sie nach einem Vierteljahrhundert im Gefolge des Regenten zurückkehren würden, und „Uns aber liegen diese Tage fern“ (S. 343).

## Personen

### Lucius De Geer
De Geer ist Jäger zu Pferde, eine offenbar sehr traditionsbewusste Truppe von Offizieren aus dem Burgenland. Er besitzt eine „Neigung zum abgeschlossenen und träumerischen Wesen“ (S. 14). Seine Aufgaben erledigt er gewissenhaft. Beim Bericht über Asturien oder in der Kriegsschule neigt er aber zu Erörterungen und zum Abwägen, was seinem Chef missfällt. Der sähe ihn lieber geradliniger und ausschließlicher auf seine Pflichten beschränkt. Auch wendet er sich gern schönen Dingen zu, restaurierten Büchern oder verschiedenen Gegenständen im Umkreis der befreundeten Künstler. Häufig werden diese Dinge hier „erlesen“ genannt.
De Geer schaut mehr auf die Opfer als jede andere Figur im Roman. Schon bei den ersten Unruhen in der Stadt beschützt er ein verfolgtes Dienstmädchen einer parsischen Familie. Er scheint als einziger die Verfolgung der Parsen abzulehnen und lässt Budur befreien. Die Zerstörung des Instituts allerdings geht auf einen Befehl des Chefs zurück, nicht auf seine Initiative.
Die größte Diskrepanz zwischen ihm und dem Chef zeigt sich in der Kriegsschule, als der Chef die Schüler vor allem zur Entschlossenheit im Kampf auffordert, während de Geer ihnen zeigen will, dass sie zwischen Alternativen wählen können.
Die Parteien und Akteure in Heliopolis werden de Geer zusehends fremder. „Sie kannten nicht die verschiedenartigen Impulse, die sich ihn ihm, Lucius, trafen und widerstrebend vereinigten“ (S. 203). Auch auf der Seite des Prokonsuls findet er letztlich keinen Platz mehr: „Was mir der Chef verübelt ist ja im Grunde, daß ich Gefühle mitbrachte – Gefühle, die sich seiner Beurteilung entziehen“ (S. 324).

### Budur Peri
Budur Peri ist promovierte Germanistin, de Geer kommt mit ihr zunächst über Bücher ins Gespräch. Ihr Vater war der Bruder Antonio Peris, ihre Mutter Norwegerin. Als Halbparsin erleidet auch sie die Verfolgungen vonseiten des Landvogts.
Sie befolgt nur einen Teil der parsischen Traditionen und zeigt im Gespräch mit de Geer einigen Einblick in die Verhältnisse von Heliopolis. Wie de Geer und Winterfeld beweist sie die geistige Unabhängigkeit, die sie befähigt, in den Dienst des Regenten zu treten.

### Antonio Peri
Antonio Peri ist ein parsischer Buchbinder, der vor allem kostbare Einbände und Wappen herstellt. Er gehört zu den vom Prokonsul geförderten Künstlern. Durch die Verfolgungen der Parsen ist sein Geschäft ständig von Plünderungen bedroht.
Zur Überraschung de Geers hat er über Jahrzehnte ein Logbuch über Drogenexperimente angelegt. Eins davon führen de Geer und Budur Peri in der Lorbeernacht durch.
Für seine Beerdigung besteht Antonio Peri auf einer peinlich genauen Einhaltung der parsischen Riten.

### Der Chef
Der Chef ist der Leiter des Stabes des Prokonsuls. Er ist ein unsentimentaler Offizier, dem es ausschließlich um Effizienz und Durchschlagskraft geht. Zu den kulturellen Interessen und den ethischen Erörterungen de Geers und des Prokonsuls hat er keinen Zugang.
Während es von seinem Vorgänger heißt, er habe sich in Details und Aktenbergen verloren, drängt er auf die wesentlichen Fakten und Zusammenfassungen. Fragen „boten sich ihm nicht mit der Schneide, sondern mit dem Griff“ (S. 79).

### Der Landvogt
Der Landvogt ist der Gegenspieler des Prokonsuls. Nach Enttäuschungen mit vorangegangenen Diktatoren habe sich die „Masse“ solchen „Kalibanen“ zugewandt. „Sie liebte sie in ihrem Prunk, in ihrem Übermut, in ihrer Unersättlichkeit“ (S. 234).
Er wird als genusssüchtig, grausam und zynisch beschrieben, ist überaus dick, zeigt zugleich allerdings Reste einer ursprünglichen Schönheit und besitzt eine volle, beeindruckende Stimme. Er umgibt sich mit Schönheitsköniginnen, hält Zigarren, starken Kaffee und Süßigkeiten stets zur Hand.
Im Gegensatz zum Prokonsul betreibt er eine populistische Politik und nutzt dazu auch die Unbeliebtheit der Parsen beim einfachen Volk aus. Regelmäßig provoziert er Plünderungen und Unruhen im Parsenviertel, da diese für ihn nicht mehr als ein Mittel zum Zweck sind.
Damit gehörten die Parsen für den Landvogt, wie früher die Juden für die Landesfürsten, zum Kapital. Er preßte sie aus wie einen Schwamm. Doch blieb das Wesentliche, daß er ihrer als Objekt bedurfte, wenn es politisch das Klima zu ändern galt. (S. 67)

### Der Prokonsul
Der Prokonsul ist nur indirekt über verschiedene Beschreibungen präsent, tritt in keiner Szene auf. Er zeigt im Gegensatz zum Chef eine starke musische Ausrichtung, stellt allgemeinere Reflexionen an, lässt zum Unwillen des Chefs einigen Ethikunterricht an der Kriegsschule einführen.
Er ist asketischer und stärker regelgesteuert, im Gegensatz zum Genuss- und Dekadenztyp Landvogt. Seine Stimme ist „eine wenig müde, liebenswürdig, nicht ohne Ironie. Er liebte das Schweigen, die Nuance, die knappe Andeutung“ (S. 230). Er repräsentiert eine überkommene, in der Umgebung de Geers als legitim aufgefasste Macht. Der Landvogt sei ganz „Wille“, er ganz „Form“ (S. 231).

## Zeitliche Bezüge

### Geschichtliche Bezüge
- Häufig wird die Antike zitiert.
- Vom Burgenland heißt es, dass die „zweiten und dritten Söhne dieser Höfe“ auf See- und Kriegsfahrt zogen oder als Laienbrüder in den Klöstern ihr Brot fanden, was an das Mittelalter erinnert.

- Der Erste Weltkrieg, an dem Jünger bekanntlich selbst teilnahm, wird an diversen Textstellen nebenher angedeutet. Das Dorf Guillemont wird zu Beginn des Kapitels „In der Kriegsschule“  erwähnt: „Die Längsseite war mit einem alten Schlachtenbild geschmückt: >>Die Letzten von Guillemont<<.“ (S. 188)

- Die Hauptfigur Lucius besucht einige Zeit nach dem Aufenthalt in der Kriegsschule das Waffenlager des Prokonsuls, um sich die nötige Ausrüstung für das geheime Kommando gegen Mertens’ Institut zu besorgen. Der Oberfeuerwerker Sievers zeigt ihm bei dieser Gelegenheit die riesige Sammlung an Kriegsinstrumenten aller Art, welche im Arsenal aufbewahrt werden. Sie kommen an einem Panzer vorbei, vor dem Lucius stehen bleibt. Im Gegensatz zu den moderneren „Kolossen“ wirkt dieser wie ein Kinderspielzeug auf ihn. Sievers hält den kleinen Panzer für „drollig“ und erzählt, dass er in einer Siedlung ausgegraben wurde, „die den Namen Combles getragen haben soll“. (S. 252)[2]

- Das Attentat auf den Verbündeten des Landvogts Messer Grande erinnert an jenes historische Attentat von Sarajevo (28. Juni 1914), dem der österreichische Thronfolger Franz Ferdinand von Österreich-Este und dessen Frau zum Opfer fielen. (S. 221 und 222)

- Der Name des Oberfeuerwerkers Sievers geht auf eine reale Person zurück, die der Autor gekannt hat. Während des Ersten Weltkriegs war Jünger mit einem Kameraden namens Sievers gut befreundet, der auch in seinem bekannten Tagebuch In Stahlgewittern erwähnt wird.

### Zeitgenössische Bezüge
- Der Roman erschien kurz nach dem Zweiten Weltkrieg, so finden sich Bezüge zum vorausgegangenen Nationalsozialismus. Die ausgehungerten Gefangenen des Landvogts, an denen auch Menschenversuche stattfinden, werden als „Muselmänner“ bezeichnet.
- Die Verfolgung der Parsen, eines Volkes, das aus dem „mittleren Orient“ vertrieben worden ist, erinnert an die Judenverfolgung im Dritten Reich. Die Parsen werden jedoch von den Juden auch ausdrücklich unterschieden: „Nachdem sich der Regent der Juden angenommen hatte und sie sowohl durch die Beschlüsse von Sidon als durch die Pläne Stieglitz und Karthago mit Land versehen hatte, traten die Parsen die Erbschaft der Verfolgung an.“[3]
- Bei der Beschreibung des Landvogts als dick, genusssüchtig, beim Volk populär etc. hat Jünger sehr wahrscheinlich an Hermann Göring gedacht.
- Ähnlich erinnert das Attentat auf Messer Grande an jenes auf Reinhard Heydrich, bis hin zur Erwähnung des Rosshaars, von dem Heydrich die eigentliche tödliche Vergiftung erlitt, und das auch im Roman aus den zerstörten Sitzpolstern quillt (S 222).

### Futuristische Elemente
- Erwähnt werden vergangene „große Feuerschläge“, die Teile Heliopolis zerstört haben, und deren zugehörige Waffen nun verboten sind. Sie erinnern damit an die Atombombe.
- Es gibt Weltraumfahrt, denn Heliopolis hat einen Raketenflughafen. Ein „Bergrat“ diktiert die Schilderung einer Wanderung auf dem Mond.
- Der „Phonophor“ ist eine Art mobiles Telefon. Er ist zugleich ein Rangabzeichen.
- „Zerstäuber“ sorgen für besondere Luft.
- Ein „Punktamt“ kann „jeden Ort des Erdballs orten und damit auch bedrohen“, also eine Art Global Positioning System.
- Eine „Art von Armbrust“ ortet „magnetisch“ die Zielperson und tötet diese dann durch Strahlung.
- Der Prokonsul setzt „Schwebepanzer“ ein.

## Interpretation

### Massengesellschaft und Nostalgie
Da viele Aspekte aus dem Bereich des Landvogts offenbar auf das Dritte Reich anspielen (siehe oben: zeitgenössische Bezüge), drängt es sich zunächst auf, diese miteinander zu identifizieren. Aber auch das faschistische Italien oder die Sowjetunion kommen als Vorlagen in Frage. Für die Seite des Prokonsuls ist dagegen weit schwerer ein Vorbild zu finden. Sie passt deutlich weniger zu den historischen Gegnern des Dritten Reichs, den Demokratien Großbritannien und USA, geschweige denn zur kommunistischen Sowjetunion. Eher ähneln die aristokratischen und vorbürgerlichen Züge dieses Teils von Heliopolis dem Weltbild von Personen aus dem konservativen Widerstand gegen das Dritte Reich wie Stülpnagel, Goerdeler oder Stauffenberg. So entspricht die innenpolitische Situation im damaligen Deutschland noch am besten der Konstellation des Romans. Aber Heliopolis ist ein außerordentlich vielschichtiger Roman, der noch auf deutlich mehr anspielt als nur diese Epoche.
Einen allgemeineren Hintergrund zur Interpretation des Romans liefert unter anderem Jüngers Essay Der Arbeiter, in dem er beschreibt, wie sich die Welt seiner Ansicht nach über eine Massengesellschaft des ideologisierten Bürgertums zu einer Gesellschaft der anonymen Spezialisten entwickelt, in der sich die Menschen einem „Typus des Arbeiters“ angleichen, während einerseits individuelle Freiheiten und Massenideologien, andererseits aber auch ältere traditionelle Werte und ständische Ordnungen zurückgedrängt werden. Die heliopolitanischen Mauretanier kann man nun recht gut mit der Welt des „Arbeiters“ aus dem Essay identifizieren, die Partei des Landvogts mit dem Bürgertum als Masse, die des Prokonsuls mit der allmählich verdrängten alten Welt. War Jünger, als er den Essay geschrieben hatte, noch von dieser neuen Welt des „Arbeiters“ fasziniert und hatte er sie begrüßt, so zeigt sich in Heliopolis mit der bei weitem positiveren Beschreibung der prokonsularischen Seite schon, wie bei ihm mittlerweile das Bedauern über diese Veränderung und eine gewisse Nostalgie überwog. Dennoch ist am Ende das Fazit eine Hinwendung zum Regenten, bei dem reines Wissen zur Macht wird, und der dadurch allen anderen Protagonisten überlegen ist.

### Höhen- und Tiefensymbolik
Ein sehr deutliches Muster im Roman ist die Anordnung vieler Orte nach Höhe und Tiefe. Je abstrakter und „geistiger“ die jeweiligen Personen beziehungsweise Gespräche orientiert sind, umso weiter „oben“ sind sie angesiedelt:
- Der populistische, an niedere Instinkte der Menschen appellierende Landvogt residiert in einem unterirdischen Bunker.
- Der Palast des Prokonsuls liegt selbstverständlich oberirdisch.
- Darin leben die Künstler in den Mansarden, also wiederum hoch oben.
- Beim allmählichen Aufstieg auf dem Pagos werden zunächst ökonomische Fragen beim Bergrat,
- dann Fragen der militärischen Pflichterfüllung in der Kriegsschule
- und schließlich allgemein ethische und theologische Dinge im Apiarium diskutiert.
- Und guthin schwebt der Regent, dem man unterstellt, dass er „über höhere Lösungen verfüge“, wiederum weit oben im Weltraum.[5]

### Teilhabe an der Souveränität
Eine zentrale Stellung im Roman nimmt die große Diskussion über Gehorsam, militärische Pflicht und eventuelle Konfliktvermeidung in der Kriegsschule ein. Offensichtlich bedeutet diese Diskussion und die darin genannte „Beteiligung an der Souveränität“ die Ablehnung eines mit dem Militär oft in Verbindung gebrachten unbedingten Gehorsams.
Zugleich liefert dieses Kapitel ein charakteristisches Detail für das Weltbild Jüngers. Hier heißt es als de Geers Zusammenfassung: „Der Fürst beteiligt sie an seiner Souveränität“ (S. 199). Dies setzt zunächst voraus, dass die Souveränität nicht etwa beim Volk liegt wie in modernen Demokratien, sondern eben beim Monarchen. Beteiligt werden auch nicht die Bürger als solche, sondern nur die Absolventen der Kriegsschule, also Offiziere. Der Kriegsschuldiskurs läuft hier recht deutlich auf ein aristokratisches Fazit hinaus.

## Ausgaben
- Erstausgabe: Heliopolis. Rückblick auf eine Stadt. Heliopolis-Verlag, Tübingen 1949.
- Werkausgabe: Sämtliche Werke Band 16: Dritte Abteilung, Erzählende Schriften II: Heliopolis. Klett-Cotta, Stuttgart 1980, ISBN 3-12-904261-X. 2., unveränderte Auflage: 1998, ISBN 3-608-93486-3. E-Book: 2015, ISBN 978-3-608-10919-1. Enthält neben dem Roman selbst die „Stücke zu Heliopolis“:
  - Das Haus der Briefe
  - Die Phantomschleuder
  - Die Wüstenwanderung
  - Über den Selbstmord
  - Ortner über den Roman